# Índice glicêmico
O índice glicêmico (português brasileiro) ou índice glicémico (português europeu) (IG) é um fator que diferencia os alimentos, de acordo com a quantidade de moléculas de glicose presentes em cada um e está diretamente relacionado com a Glicemia, que é o nível de açúcar circulante no sangue.
Sempre que ingerimos carboidratos, estes entram na corrente sanguínea com diferentes velocidades. Com base nesse fato, é possível classificá-los: quanto mais rápido o seu ingresso, maior será a liberação de insulina pelo pâncreas, pois o corpo tenta equilibrar os níveis de açúcar.
A escala, indicada em percentagens, baseia-se na ingestão do pão branco como comida padrão, assumindo-se IG igual a 100.  Há também quem tome a glicose como valor de referência (100) por ser a substância com IG mais elevado.
Alimentos que afetam pouco a resposta de insulina no sangue são considerados de baixo valor glicémico, e os que afetam muito, de alto valor glicémico.
A insulina é um hormônio que tem o poder de transportar o açúcar para dentro das células dos músculos, onde, no fígado,  se deposita na forma de glicogénio; estes depósitos, entretanto, têm uma capacidade limitada, o que faz com que todo o excesso de glicose no sangue seja convertido em ácidos gordurosos e triglicerídios, que serão armazenados sob a forma de gordura. Caso o indivíduo continue ingerindo alimentos de alto IG, o seu organismo começa a adquirir resistência à insulina, uma vez que o seu corpo começa a produzir uma quantidade maior de insulina.

## Acurácia
Os gráficos de índice glicêmico geralmente oferecem apenas um valor por alimento. No entanto, é possível existir variações do índice glicêmico para o mesmo alimento devido a:
- Fase de amadurecimento (as frutas mais maduras contêm mais açúcares, o que aumentando o IG)
- Métodos de cozimento (quanto mais  cozido, mais a estrutura celular do alimento está  "quebrada", com uma tendência para digerir rapidamente e gerar IG mais elevado)
- Processamento (a farinha tem um IG maior do que o grão de trigo inteiro)
- O comprimento do armazenamento (As batatas são um exemplo notável, variando de moderado a muito alto, mesmo dentro da mesma variedade)

A resposta glicêmica é diferente de uma pessoa para outra, e também na mesma pessoa, variando dia a dia, pois, depende dos níveis de glicose no sangue, resistência à insulina e outros fatores. O índice glicêmico indica apenas o impacto nos níveis de glicose duas horas depois de comer o alimento.
As pessoas com diabetes têm níveis elevados por quatro horas ou mais depois de comer determinados alimentos.

## Determinação do índice glicêmico
Os alimentos fontes de carboidratos que são digeridos rapidamente e liberam glicose rapidamente na corrente sanguínea, tendem a ter um IG elevado. Os alimentos fontes de carboidratos que são absorvidos mais lentamente, liberam glicose mais gradualmente na corrente sanguínea, e tendem a ter um IG menor. O conceito de IG foi desenvolvido pelo Dr. David J. Jenkins e colegas em 1980-1981 na Universidade de Toronto quando realizava pesquisas para  descobrir quais alimentos eram melhores para as pessoas diabéticas. Um índice glicêmico inferior sugere taxas mais lentas de digestão e absorção dos carboidratos. Uma menor resposta glicêmica geralmente equivale a uma menor demanda de insulina, e pode melhorar o controle a longo prazo da glicemia e os lipídios no sangue.
O índice glicêmico de um alimento é definido como a área sob a curva de respostas glicêmicas (AUC) de duas horas após a ingestão de um alimento com uma certa quantidade de carboidratos disponíveis. O AUC do alimento de teste é dividido pelo AUC do padrão (glicose ou pão branco, dando duas definições diferentes) e multiplicado por 100. O valor IG médio é calculado a partir de dados coletados em 10 seres humanos. Tanto o alimento padrão como o teste devem conter uma quantidade igual de carboidratos disponíveis (geralmente 50 g). O resultado dá uma classificação relativa para cada alimento testado.
Os métodos validados atuais usam glicose como alimento de referência, dando-lhe um índice de índice glicêmico de até 100 por definição. O pão branco também pode ser usado como alimento de referência, dando um conjunto diferente de valores IG. Para as pessoas cuja fonte básica de carboidratos é pão branco, isso tem a vantagem de transmitir diretamente se a substituição do alimento básico com um alimento diferente resultaria em uma resposta de glicose no sangue mais rápida ou mais lenta. Uma desvantagem com este sistema é que o alimento de referência não está bem definido, porque não existe um padrão universal para o teor de carboidratos do pão branco.

## Exemplos de índices glicêmicos de vários alimentos
Nesta tabela a seguir, uma relação bastante ampla de alimentos e seus índices glicêmicos.
| - Amendoim (21) - Feijão de soja (23) - Iogurte sem sacarose (27) - Frutose (32) - Lentilhas (38) - Leite integral (39) - Damasco seco (44) - Feijão manteiga (44) - Leite desnatado (46) - Iogurte com sacarose (48) - Maçã (52) - Pêra (54) - Sopa de tomate (54) - Suco de maçã (58) - Espaguete (59) - All Bran (60) - Laranja (62) - Lactose (65) | - Pêssego enlatado (67) - Ervilhas (68) - Arroz parboilizado (68) - Feijão cozido (69) - Inhame (73) - Suco de laranja (74) - Kiwi (75) - Batata doce (77) - Aveia (78) - Pipoca (79) - Arroz integral (79) - Manga (80) - Muesli (80) - Arroz branco (81) - Banana (83) - Sopa de feijão (84) - Sorvete (84) | - Chocolate (84) - Mingau de aveia (87) - Bolos (87) - Sacarose (87) - Biscoitos (90) - Cuscus (93) - Milho (98) - Crackers (99) - Farinha de trigo (99) - Pão branco (100) - Mel (104) - Trigo cozido (105) - Batata frita (107) - Tapioca (115) - Corn Flakes (119) - Batata cozida (121) - Glicose (138) |

Classificação:
- IG menor ou igual a 60: baixo
- IG entre 70 e 90: moderado
- IG maior que 100: alto